# سی‌ساید (کویینز)
سی‌ساید (به انگلیسی: Seaside) یک منطقهٔ مسکونی در ایالات متحده آمریکا است که در کویینز واقع شده‌است. سیساید سابقاً یک مکان تفریحی بود متشکل از خانه‌های ییلاقی کوچک فصلی، اما اکنون زیرمجموعه ساختمان‌های آپارتمانی میچل لاما است که در امتداد ساحل جنوبی قرار دارد و ویژه شهروندانی است که درآمد متوسط دارند. کد پستی سیساید ۱۱۶۹۴ است.